# Trite albopilosa
Trite albopilosa es una especie de araña saltarina del género Trite, familia Salticidae. Fue descrita científicamente por Keyserling en 1883.
Habita en Australia (Nueva Gales del Sur, Victoria).